# یواس‌اس هلند (ای‌اس-۳)
یواس‌اس هلند (ای‌اس-۳) (به انگلیسی: USS Holland (AS-3)) یک کشتی بود که طول آن ۴۸۳ فوت ۸ اینچ (۱۴۷٫۴۲ متر) بود. این کشتی در سال ۱۹۲۶ ساخته شد.